# Lupoaica (film)
Lupoaica (titlul original: în bulgară Вълчицата, transliterat: Vălcițata) este un film dramatic bulgar, realizat în 1965 de regizorul Ranghel Vălceanov, 
pe un scenariu de Haim Oliver, protagoniști fiind actorii Ilka Zafirova, Gheorghi Kaloiancev, Naum Șopov și Krasimira Apostolova.

## Rezumat
Ana, poreclită „Lupoaica”, este o fată tânără cu un comportament sfidător, care ascunde de fapt o copilărie fără bucurie, lipsită de părinți și prieteni adevărați. Franchețea și onestitatea ei o pun în conflict cu ipocrizia și indiferența celor din jur. Amărâtă și suspicioasă față de toată lumea, intră într-o Școală Profesională pentru a-și completa biografia. Apariția ei rupe ordinea stabilită cu mare efort de director. Cu spiritul ei liber, Ana îi transformă pe ceilalți studenți în rebeli. Organizează petreceri de noapte cu alcool și țigări și provoacă un incendiu. Atmosfera din școală este de debandadă. Directorul însuși este un om cu experiență și cu multă bunăvoință. Capabil să simpatizeze, el vede în elevi nu criminali, ci victime ale societății și le permite să-și decidă soarta. Cu mare răbdare și încredere, el încearcă cu grijă să o îmblânzească pe Ana și să o aducă înapoi la colegii de care fuge. În ultima discuție cu profesorii, directorul reușește să apere demnitatea absolvenților săi și încrederea în aceștia. Cuvintele lui calde o ajută pe rebelă să-și vindece confuzia, ura și neîncrederea față de oameni, crezând mai mult în ceilalți și în ea însăși.

## Distribuție
- Ilka Zafirova – Ani Cikirova poreclită „Lupoaica”
- Gheorghi Kaloiancev – Kondov
- Naum Șopov – Кirilov
- Krasimira Apostolova – Dălgata Mara
- Antoaneta Nemssca – Elena Dankina
- Maria Kamberska – Flecușteața 1
- Asia Barbova – Flecușteața 2
- Gheorghi Cerkelov – anchetatorul
- Mihail Mihailov – procurorul
- Țviatko Nikolov – Petrov
- Asparuh Sariev – portarul
- Ilia Dobrev – Peto
- Boris Șarlandjiev – profesorul de educație fizică

## Lansare
Filmul a avut premiera în Bulgaria pe data de 13 septembrie 1965.
În România premiera filmului a avut loc la data de 7 august 1967 la cinematograful „Central”, din capitală.